# دیده‌بان (دریانوردی)

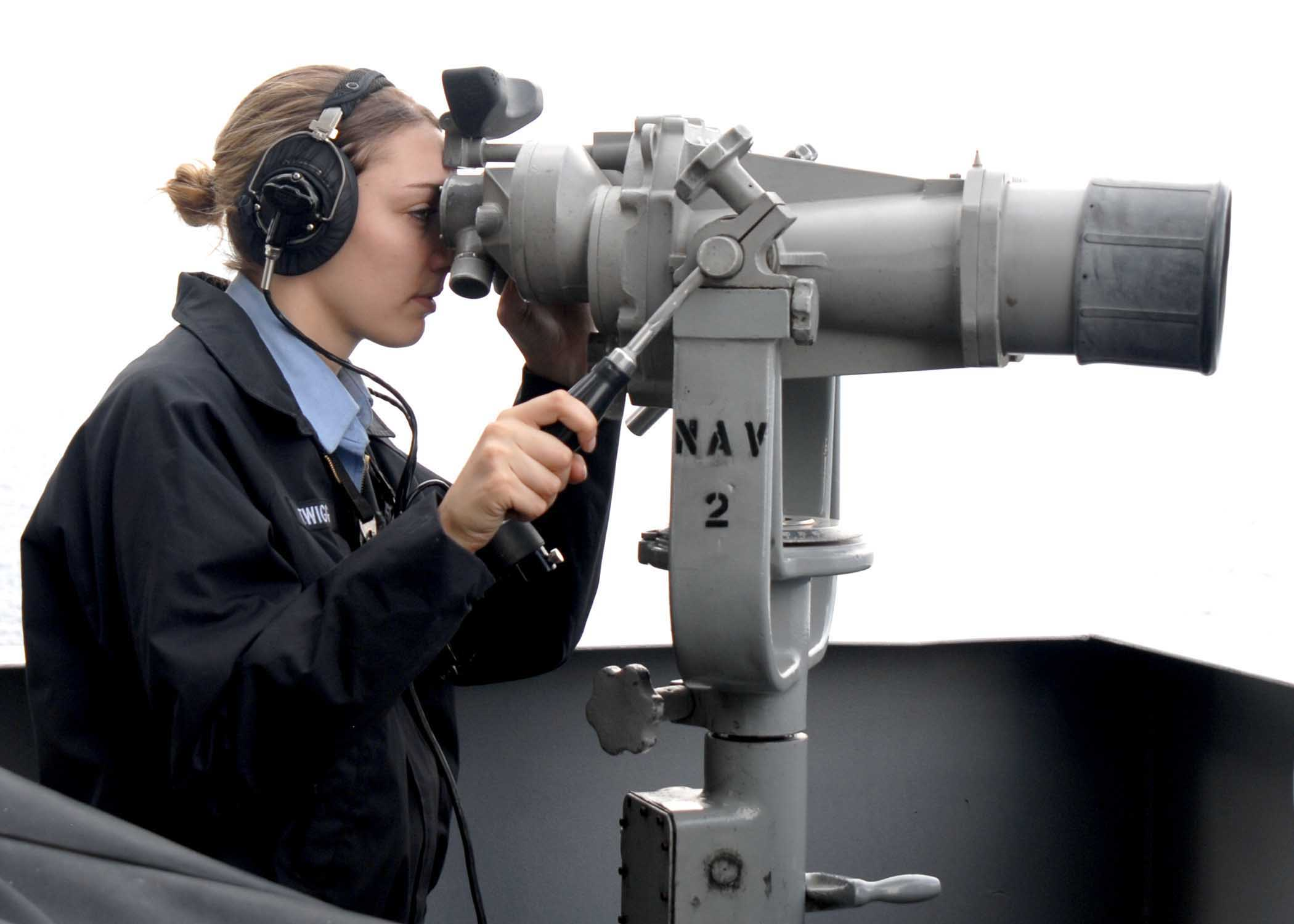
دیدبانی بر عرشه یک کشتی نظامی

دیده‌بان، در کشتی، کسی است که وظیفه پاییدن محیط اطراف و گزارش کردن آن به ناخدا‌ی کشتی را داراست. در دریانوردی سنتی خلیج فارس به این فرد «پنجری» می‌گفتند.